# Neoathyreus asciculus
Neoathyreus asciculus är en skalbaggsart som beskrevs av Henry Fuller Howden 1999. Neoathyreus asciculus ingår i släktet Neoathyreus och familjen Bolboceratidae. Inga underarter finns listade i Catalogue of Life.